# Flugzeugbau Kiel Fk 166
El Flugzeugbau Kiel Fk 166 era un biplà monomotor fabricat per Flugzeugbau Kiel. El Fk 166 només es va utilitzar com a avió esportiu durant poc temps.

## Construcció
El Fk 166 era un biplà autoportant (sense tensors), amb un tren d'aterratge fix i un cabina oberta pel pilot. L'estabilitzador horitzontal estava muntat alt a la cua i anava cap al fuselatge. El Fk 166 era de construcció de fusta completa, l'exterior consistia en fusta contraplacada premsada en calent. Només la zona de popa i el timó eren coberts de teixit. Les ales superior i inferior tenien alerons. Les ales es podrien plegar enrere perquè l'aeronau es pogués unir a un cotxe per a transportar-la.